# Nacho Antonetti
Ignacio Antonetti López, detto Nacho (2 febbraio 2008), è un calciatore portoricano, centrocampista del Compostela e della nazionale portoricana.

## Biografia
È fratello minore di Leandro Antonetti, a sua volta calciatore professionista.

## Carriera

### Club
Ha iniziato la sua carriera calcistica nel settore giovanile dello Xuventude Oroso, per poi passare nel 2024 al Compostela.

### Nazionale
Ha debuttato con la nazionale portoricana il 7 settembre 2024 nell'incontro di CONCACAF Nations League perso 4-1 contro Haiti.

## Statistiche

### Cronologia presenze e reti in nazionale
| Cronologia completa delle presenze e delle reti in nazionale ― Porto Rico | Cronologia completa delle presenze e delle reti in nazionale ― Porto Rico | Cronologia completa delle presenze e delle reti in nazionale ― Porto Rico | Cronologia completa delle presenze e delle reti in nazionale ― Porto Rico | Cronologia completa delle presenze e delle reti in nazionale ― Porto Rico | Cronologia completa delle presenze e delle reti in nazionale ― Porto Rico | Cronologia completa delle presenze e delle reti in nazionale ― Porto Rico | Cronologia completa delle presenze e delle reti in nazionale ― Porto Rico |
| Data                                                                      | Città                                                                     | In casa                                                                   | Risultato                                                                 | Ospiti                                                                    | Competizione                                                              | Reti                                                                      | Note                                                                      |
| ------------------------------------------------------------------------- | ------------------------------------------------------------------------- | ------------------------------------------------------------------------- | ------------------------------------------------------------------------- | ------------------------------------------------------------------------- | ------------------------------------------------------------------------- | ------------------------------------------------------------------------- | ------------------------------------------------------------------------- |
| 6-9-2024                                                                  | Mayagüez                                                                  | Porto Rico                                                                | 1 – 4                                                                     | Haiti                                                                     | CONCACAF Nations League 2024-2025 - 1° turno                              | -                                                                         | 84’ 89’                                                                   |
| 9-9-2024                                                                  | Mayagüez                                                                  | Porto Rico                                                                | 1 – 0                                                                     | Aruba                                                                     | CONCACAF Nations League 2024-2025 - 1° turno                              | -                                                                         | 92’                                                                       |
| 14-10-2024                                                                | Oranjestad                                                                | Porto Rico                                                                | 2 – 1                                                                     | Sint Maarten                                                              | CONCACAF Nations League 2024-2025 - 1° turno                              | -                                                                         | 46’                                                                       |
| Totale                                                                    |                                                                           | Presenze                                                                  | 3                                                                         |                                                                           | Reti                                                                      | 0                                                                         |                                                                           |